# Pebobs
Pebobs là một chi bướm đêm thuộc họ Cosmopterigidae.

## Hình ảnh

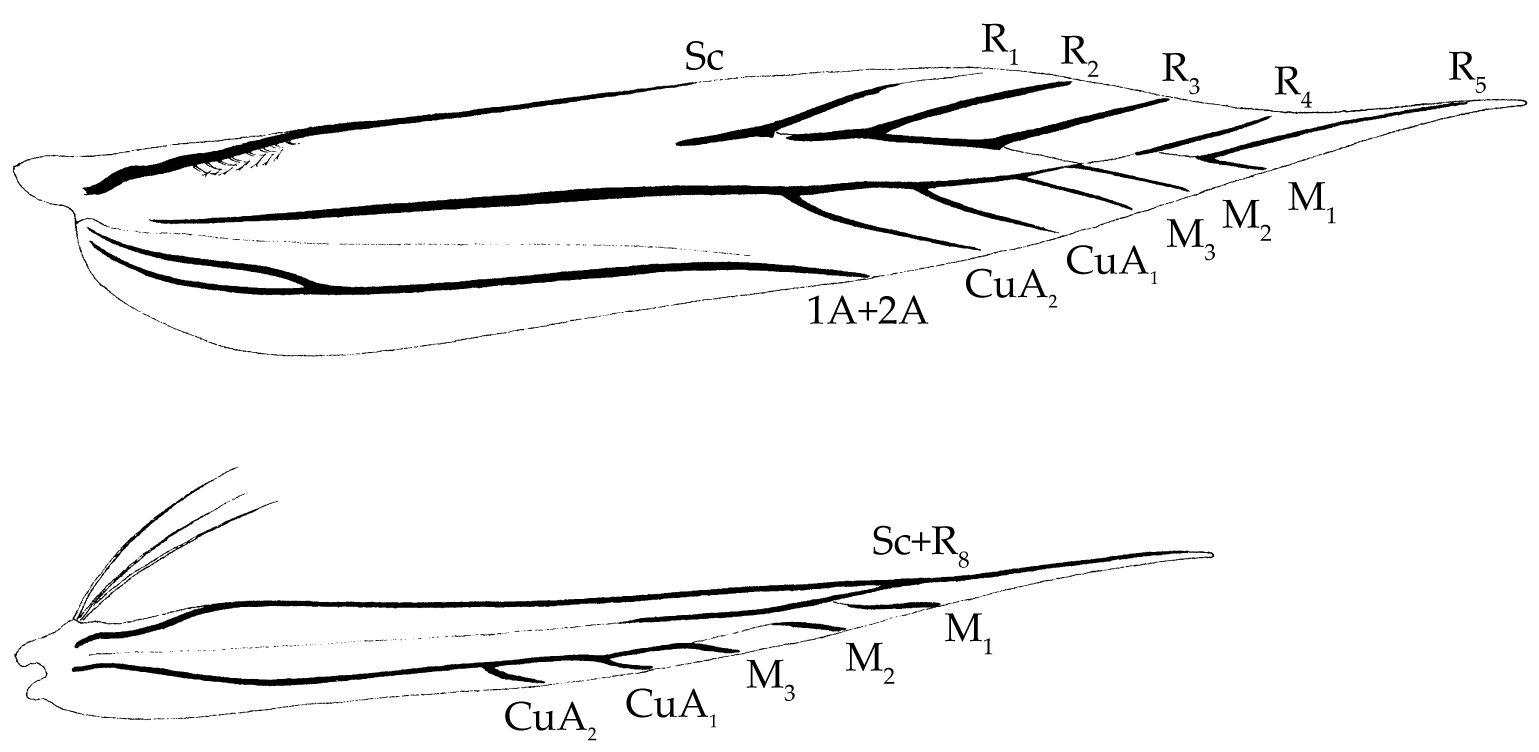